# Warburton (rivière)
Pour les articles homonymes, voir Warburton.
La Warburton est une rivière endoréique située à l'Est du lac Eyre et du désert de Simpson dans l'Australie-Méridionale en Australie.

## Présentation
Sa longueur est de 412 km.